# Wereldkampioenschappen schaatsen allround 2019
De wereldkampioenschappen schaatsen allround 2019 vonden plaats in het weekend van 2 en 3 maart op de Olympic Oval in Calgary, Canada. Voor de mannen was het de 113e keer dat het toernooi werd gehouden en voor de vrouwen de 77e keer.
Het was de zesde keer dat een WK allround evenement in Calgary plaatsvond. Voor zowel de mannen als de vrouwen was het hun vijfde kampioenschap op deze locatie. In 1990 vond het WK voor vrouwen hier plaats, in 1992 het WK voor mannen en in 2006, 2011 en 2015 de gecombineerde kampioenschappen.
De titelhouders waren de Nederlander Patrick Roest bij de mannen en de Japanse Miho Takagi bij de vrouwen. Roest prolongeerde de titel die hij in 2018 voor het eerst won, Takagi eindigde op de tweede plaats achter Martina Sáblíková die haar vijfde wereldtitel allround won.

## Toewijzing
De volgende plaatsen/ijsbanen hadden een bid ingediend om het WK allround 2019 te mogen organiseren:
| Land        | Plaats  | IJsbaan      |
| ----------- | ------- | ------------ |
| Wit-Rusland | Minsk   | Minsk Arena  |
| Canada      | Calgary | Olympic Oval |

Op 18 oktober 2016 werd bekend dat het WK allround 2019 is toegewezen aan Calgary, Canada.

## Programma
| Programma                                                               | Programma                                                                   |
| ----------------------------------------------------------------------- | --------------------------------------------------------------------------- |
| zaterdag 2 maart                                                        | zondag 3 maart                                                              |
| 500 meter vrouwen 500 meter mannen 3000 meter vrouwen 5000 meter mannen | 1500 meter vrouwen 1500 meter mannen 5000 meter vrouwen 10.000 meter mannen |

## Mannen

### Afstandspodia
| Afstand | Goud                     | Zilver          | Brons                 |
| ------- | ------------------------ | --------------- | --------------------- |
| 500m    | Antoine Gélinas-Beaulieu | Patrick Roest   | Sverre Lunde Pedersen |
| 5000m   | Patrick Roest            | Sven Kramer     | Sverre Lunde Pedersen |
| 1500m   | Sverre Lunde Pedersen    | Patrick Roest   | Sven Kramer           |
| 10.000m | Patrick Roest            | Ted-Jan Bloemen | Sverre Lunde Pedersen |

### Klassement
| Rang   | Schaatser                | 500m          | 5000m           | 1500m            | 10.000m         | Punten     |
| ------ | ------------------------ | ------------- | --------------- | ---------------- | --------------- | ---------- |
| Goud   | Patrick Roest            | 35,74 (2) pr  | 6.08,27 (1)     | 1.43,31 (2)      | 12.51,17 (1)    | 145,561 WR |
| Zilver | Sverre Lunde Pedersen    | 35,85 (3) pr  | 6.10,10(3)      | 1.43,11 (1)      | 12.56,91 (3) pr | 146,075 NR |
| Brons  | Sven Kramer              | 36,41 (9)     | 6.08,83 (2)     | 1.43,87 (3)      | 13.00,93 (4)    | 146,962    |
| 04     | Douwe de Vries           | 36,46 (10) pr | 6.12,72 (4)     | 1.44,24 (5) pr   | 13.01,44 (5)    | 147,550 pr |
| 05     | Ted-Jan Bloemen          | 37,31 (19)    | 6.13,20 (5)     | 1.46,03 (12)     | 12.53,15 (2)    | 148,630 NR |
| 06     | Sindre Henriksen         | 36,12 (6)     | 6.26,64 (18)    | 1.44,18 (4)      | 13.30,71 (7)    | 150,045 pr |
| 07     | Danila Semerikov         | 37,48 (20)    | 6.13,75 (6)     | 1.47,96 (20) pr  | 13.18,92 (6)    | 150,787 pr |
| 08     | Haralds Silovs           | 36,00 (5)     | 6.24,80 (15)    | 1.45,24 (9)      | 13.54,14 (8)    | 151,267 pr |
|        |                          |               |                 |                  |                 |            |
| 09     | Livio Wenger             | 36,52 (11) pr | 6.22,00 (11)    | 1.45,04 (8)      |                 | 109,733    |
| 10     | Riku Tsuchiya            | 36,18 (8) pr  | 6.26,12 (17) pr | 1.45,44 (10) pr  |                 | 109,938    |
| 11     | Håvard Bøkko             | 35,88 (4)     | 6.29,43 (20)    | 1.45,65 (11)     |                 | 110,039    |
| 12     | Bart Swings              | 36,71 (12)    | 6.23,46 (13)    | 1.44,96 (7)      |                 | 110,042    |
| 13     | Ryosuke Tsuchiya         | 36,93 (15) pr | 6.19,76 (10)    | 1.46,68 (15) pr  |                 | 110,466    |
| 14     | Andrea Giovannini        | 36,89 (14)    | 6.22.31 (12)    | 1.46,36 (14)     |                 | 110,574    |
| 15     | Patrick Beckert          | 37,59 (22) pr | 6.15,99 (7)     | 1.46,24 (13)     |                 | 110,602    |
| 16     | Antoine Gélinas-Beaulieu | 35,53 (1) pr  | 6.43,35 (23)    | 1.44,93 (6)      |                 | 110,841    |
| 17     | Jordan Belchos           | 37,51 (21)    | 6.17,90 (8)     | 1.46,69 (16) pr  |                 | 110,863    |
| 18     | Francesco Betti          | 36,15 (7)     | 6.34,97 (21)    | 1.46,98 (17) NRj |                 | 111,307    |
| 19     | Vital Michajlaw          | 37,24 (18)    | 6.23,54 (14)    | 1.47,38 (19)     |                 | 111,387    |
| 20     | Sergej Trofimov          | 37,10 (17)    | 6.26,92 (19)    | 1.48,77 (23)     |                 | 112,048    |
| 21     | Lukas Mann               | 36,86 (13) pr | 6.36,46 (22)    | 1.47,07 (18) pr  |                 | 112,196    |
| 22     | Viktor-Hald Thorup       | 38,45 (24) pr | 6.18,25 (9) NR  | 1.48,29 (21)     |                 | 112,371    |
| 23     | Michele Malfatti         | 38,37 (23)    | 6.25,71 (16)    | 1.48,72 (22) pr  |                 | 113,181    |
| 24     | Ethan Cepuran            | 37,06 (16)    | 6.44,81 (24)    | 1.49,49 (24)     |                 | 114,037    |

WR = Wereldrecord
NR = Nationaal record
NRj = Nationaal record junioren
pr = persoonlijk record

## Vrouwen

### Afstandspodia
| Afstand | Goud              | Zilver             | Brons               |
| ------- | ----------------- | ------------------ | ------------------- |
| 500m    | Miho Takagi       | Ireen Wüst         | Antoinette de Jong  |
| 3000m   | Martina Sáblíková | Antoinette de Jong | Isabelle Weidemann  |
| 1500m   | Miho Takagi       | Ireen Wüst         | Ivanie Blondin      |
| 5000m   | Martina Sáblíková | Isabelle Weidemann | Carlijn Achtereekte |

### Klassement
| Rang   | Schaatsster            | 500m          | 3000m        | 1500m           | 5000m          | Punten     |
| ------ | ---------------------- | ------------- | ------------ | --------------- | -------------- | ---------- |
| Goud   | Martina Sáblíková      | 39,32 (13)    | 3.53,31 WR   | 1.53,70 (4)     | 6.42,01 WR     | 156,306 NR |
| Zilver | Miho Takagi            | 37,22 (1) pr  | 4.00,16 (8)  | 1.52,08 (1)     | 7.02,72 (8) pr | 156,878 NR |
| Brons  | Antoinette de Jong     | 38,52 (3) pr  | 3.58,25 (2)  | 1.53,96 (6)     | 6.56,26 (5) pr | 157,840 pr |
| 04     | Carlijn Achtereekte    | 39,25 (12) pr | 3.58,70 (4)  | 1.53,93 (5) pr  | 6.50,12 (3)    | 158,021 pr |
| 05     | Ireen Wüst             | 38,46 (2)     | 3.59,79 (6)  | 1.53,48 (2)     | 6.59,80 (7)    | 158,231    |
| 06     | Isabelle Weidemann     | 40,34 (19) pr | 3.58,51 pr   | 1.55,22 (9) pr  | 6.49,68 (2) pr | 159,465 pr |
| 07     | Marina Zoejeva         | 40,03 (17)    | 3.59,80 (7)  | 1.54,83 (7) pr  | 6.53,19 (4) pr | 159,591 NR |
| 08     | Natalja Voronina       | 39,73 (16)    | 3.59,48 (5)  | 1.55,93 (15)    | 6.59,25 (6)    | 160,211 NR |
|        |                        |               |              |                 |                |            |
| 09     | Ivanie Blondin         | 39,02 (10)    | 4.01,77 (9)  | 1.53,59 (3) pr  |                | 117,178    |
| 10     | Ida Njåtun             | 38,69 (5) pr  | 4.04,14 (12) | 1.55,42 (11)    |                | 117,853    |
| 11     | Nana Takagi            | 38,67 (4) pr  | 4.08,18 (16) | 1.55,40 (10)    |                | 118,499    |
| 12     | Jevgenia Lalenkova     | 39,42 (14)    | 4.05,06 (13) | 1.55,09 (8)     |                | 118,626    |
| 13     | Ayano Sato             | 38,99 (9) pr  | 4.08,13 (15) | 1.55,56 (12) pr |                | 118,865    |
| 14     | Francesca Lollobrigida | 39,06 (11) pr | 4.06,11 (14) | 1.56,92 (18)    |                | 119,051    |
| 15     | Nikola Zdráhalová      | 38,91 (8) pr  | 4.09,24 (18) | 1.55,81 (14)    |                | 119,053    |
| 16     | Jelizaveta Kazelina    | 38,86 (7)     | 4.12,08 (21) | 1.55,73 (13)    |                | 119,449    |
| 17     | Valérie Maltais        | 40,42 (21) pr | 4.03,20 (10) | 1.55,99 (16)    |                | 119,616    |
| 18     | Han Mei                | 38,80 (6)     | 4.14,60 (23) | 1.57,56 (19)    |                | 120,419    |
| 19     | Roxanne Dufter         | 40,37 (20)    | 4.08,57 (17) | 1.56,64 (17)    |                | 120,678    |
| 20     | Karolina Bosiek        | 39,57 (15) pr | 4.13,28 (22) | 1.58,09 (20) pr |                | 121,146    |
| 21     | Ragne Wiklund          | 40,03 (17) pr | 4.11,31 (20) | 1.58,64 (21)    |                | 121,461    |
| 22     | Carlijn Schoutens      | 41,70 (23)    | 4.10,12 (19) | 2.01,20 (22)    |                | 123,786    |
|        | Claudia Pechstein      | DQ            | 4.03,96 (11) | WDR             |                |            |
|        | Saskia Alusalu         | 41,38 (22)    | DQ           | WDR             |                |            |

WR = Wereldrecord
NR = Nationaal record
pr = persoonlijk record
DQ = gediskwalificeerd
WDR = trok zich terug